# Joe Ingles
Joseph Howarth "Joe" Ingles (Adelaide 2 de outubro de 1987) é um jogador australiano de basquete profissional que atualmente joga no Minnesota Timberwolves na National Basketball Association (NBA).
Ele também representa a seleção australiana e fez parte da equipe que conquistou o bronze nas Olimpíadas de 2020. Ele é o líder de todos os tempos do Utah Jazz em três pontos feitos.

## Primeiros anos
Nascido no subúrbio de Happy Valley em Adelaide, Ingles jogou basquete pelo Southern Tigers e frequentou o Springbank Secondary College (então chamado Pasadena High School). Ingles frequentou o Lake Ginninderra College e o Australian Institute of Sport (AIS) em Canberra com Brad Newley e Patty Mills. Ele jogou basquete pelo AIS na South East Australian Basketball League de 2005 a 2006. Junto com o basquete, Ingles também jogou futebol australiano e críquete em sua juventude, mas desistiu de ambos os esportes para se concentrar no basquete.
Os dois objetivos de Ingles no basquete quando menino eram jogar pelo Adelaide 36ers e pela Seleção Australiana. Ele era muito procurado quando saiu do AIS em 2006 e, posteriormente, foi contratado pelo 36ers aos 17 anos, mas alguns erros de Adelaide o levaram a sair do clube. Ingles disse sobre a situação: "O salário mínimo na época era de $ 20 a $ 22.000 e, embora dinheiro não fosse uma preocupação principal para mim, eles me ofereceram um contrato de dois anos, $ 12.500 e mais dois ingressos para a temporada." Ingles tinha várias outras propostas de contrato a considerar, todas oferecendo pelo menos o mínimo e muitas delas oferecendo incentivos adicionais. Sua decisão de não assinar com os 36ers veio quando seu contrato com o clube chegou com seu primeiro nome escrito incorretamente como "Joesph". Isso não deixou uma boa impressão em Ingles ou em sua família, então ele mudou sua atenção para Melbourne.

## Carreira profissional

### South Dragons (2006–2009)
Em 17 de março de 2006, Ingles assinou um contrato de vários anos com o South Dragons da National Basketball League, tornando-se o primeiro jogador a assinar com o clube.
No jogo de estreia dos Dragons, Ingles de 18 anos fez história na liga ao marcar mais pontos para um australiano na estreia com 29. Sua excelente primeira temporada lhe rendeu o Prêmio de Novato do Ano da NBL. Em 34 jogos na temporada, ele teve médias de 15,3 pontos, 4,9 rebotes e 3,0 assistências.
Em sua segunda temporada, Ingles disputou 30 partidas e teve médias de 15,4 pontos, 6,3 rebotes e 4,9 assistências.
Em sua terceira temporada, Ingles foi selecionado para a Terceira Equipe da NBL. Ele ajudou os Dragons a ganhar seu primeiro título da NBL com uma vitória por 3-2 na série final sobre o Melbourne Tigers. No entanto, dois meses após a conquista do primeiro título, o clube faliu devido a dificuldades financeiras. Em 38 jogos nessa temporada, Ingles teve médias de 13,1 pontos, 4,1 rebotes e 3,4 assistências.
Em 102 jogos pelos Dragons ao longo de três temporadas, Ingles teve médias de 14,5 pontos, 5,0 rebotes e 3,7 assistências.

### Granada (2009–2010)
Em julho de 2009, Ingles assinou com o CB Granada da Liga ACB.

### Barcelona (2010–2013)

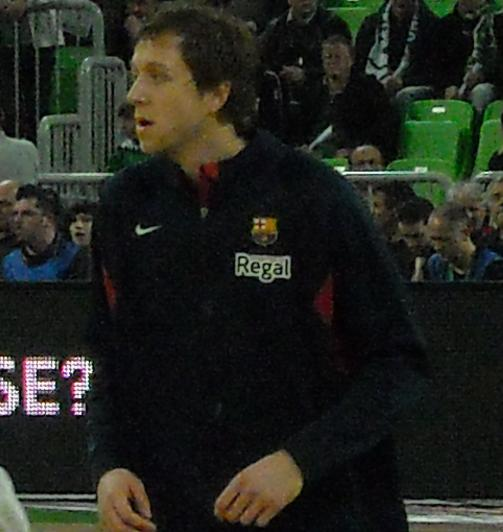
Ingles no FC Barcelona em 2011

Em novembro de 2010, Ingles foi transferido do Granada para o FC Barcelona, assinando um contrato de três anos com o clube.
Em seu primeiro jogo no Barcelona, Ingles registrou 10 pontos e duas roubadas de bola na derrota por 80-87 para o Caja Laboral.
Em junho de 2013, Ingles anunciou que não voltaria a assinar com o Barcelona para a temporada de 2013-14.

### Maccabi Tel Aviv (2013–2014)
Em 24 de julho de 2013, Ingles assinou com o clube israelense Maccabi Tel Aviv.
Ingles e Maccabi, liderados pelo técnico David Blatt, venceram o título da EuroLeague de 2013–14.

### Utah Jazz (2014–2022)

#### Temporada de 2014-15
Depois de passar a pré-temporada com o Los Angeles Clippers, Ingles foi adquirido pelo Utah Jazz em 27 de outubro de 2014.
Em 29 de outubro de 2014, Ingles fez sua estreia na NBA na derrota para o Houston Rockets. Um dia depois, ele registrou seus dois primeiros pontos na NBA na derrota para o Dallas Mavericks. Ingles foi titular do Jazz em março de 2015 e, em 23 de março, marcou 18 pontos, o recorde da temporada, na derrota para o Minnesota Timberwolves.

#### Temporada de 2015-16
Em 10 de julho de 2015, Ingles assinou novamente com o Jazz em um contrato de 2 anos e US$ 4.3 milhões.
Em 26 de dezembro de 2015, ele marcou 14 pontos, o recorde da temporada, na derrota para o Los Angeles Clippers. Em 17 de março de 2016, ele registrou 15 pontos e seis roubos de bola, o recorde de sua carreira, na vitória por 103-69 sobre o Phoenix Suns.

#### Temporada de 2016–17
Em 14 de novembro de 2016, Ingles marcou 20 pontos na derrota por 102–96 para o Memphis Grizzlies. Ele superou essa marca em 8 de dezembro de 2016, marcando 21 pontos ao acertar cinco cestas de 3 pontos, o recorde de sua carreira, na derrota por 106-99 para o Golden State Warriors.
No Jogo 4 da primeira rodada dos playoffs contra o Los Angeles Clippers em 23 de abril de 2017, Ingles teve 11 assistências em uma vitória por 105–98 que empatou a série em 2–2. Em 2016–17, Ingles registrou a melhor porcentagem de acerto de três pontos (44,1%) por um jogador do Jazz desde que Kyle Korver estabeleceu um recorde da NBA (53,6%) em 2009–10 e se tornou o primeiro jogador na história da franquia a acertar pelo menos 44,1% de três pontos com pelo menos 270 arremessos.

#### temporada de 2017–18
Em 25 de julho de 2017, Ingles assinou novamente com o Jazz em um contrato de 4 anos e US$52 milhões.
Ingles foi titular durante toda a primeira metade da temporada antes de ir para o banco pela primeira vez em 19 de janeiro de 2018 contra o New York Knicks. Um dia depois, em uma vitória por 125–113 sobre o Los Angeles Clippers, Ingles marcou 21 pontos, o recorde de sua carreira, alcançando a marca de 20 pontos apenas pela terceira vez em sua carreira. Em 9 de fevereiro de 2018, ele estabeleceu um novo recorde na carreira com 23 pontos na vitória por 106–94 sobre o Charlotte Hornets. Dois dias depois, ele marcou 24 pontos na vitória por 115-96 sobre o Portland Trail Blazers.
Em 24 de fevereiro de 2018, em uma vitória por 97-90 sobre o Dallas Mavericks, Ingles jogou sua 200ª partida consecutiva pelo Jazz e terminou com 12 pontos e oito assistências. Durante o jogo, ele registrou sua 150ª cesta de 3 pontos da temporada, atrás apenas de Randy Foye (178) e Rodney Hood (161) como o jogador com mais cestas de 3 pontos em uma única temporada para um jogador de Jazz. Em 7 de março de 2018, ele registrou o primeiro duplo-duplo de sua carreira na NBA com 11 pontos e 10 assistências na vitória por 104–84 sobre o Indiana Pacers. Em 17 de março de 2018, ele registrou 14 pontos, nove assistências e sete rebotes na vitória por 103–97 sobre o Sacramento Kings. Ingles elevou o seu total de cestas de três pontos para 179, quebrando o recorde do Jazz. Em 5 de abril de 2018, em uma vitória por 117–95 sobre os Clippers, Ingles se tornou o primeiro jogador do Jazz a fazer 200 cestas de 3 pontos em uma temporada.
Em 8 de abril, ele registrou 22 pontos e 10 assistências na vitória por 112-97 sobre o Los Angeles Lakers. No Jogo 2 da segunda rodada dos playoffs contra o Houston Rockets, Ingles marcou 27 pontos, com sete cestas de 3 pontos, em uma vitória por 116–108, ajudando o Utah a empatar a série em 1–1.

#### Temporada de 2018–19
Em 19 de outubro de 2018, Ingles marcou 27 pontos com sete cestas de 3 pontos em uma derrota por 124-123 para o Golden State Warriors. Em 2 de novembro, ele marcou 19 pontos e se tornou o sétimo jogador do Jazz a alcançar 500 cestas de 3 pontos em uma derrota por 110-100 para o Memphis Grizzlies. Em 9 de novembro, ele igualou seu recorde de carreira com 27 pontos e adicionou sete assistências, sua melhor marca da temporada, para ajudar o Jazz a vencer o Boston Celtics por 123-115. Suas cinco cestas de 3 pontos o colocaram à frente de Deron Williams (511) na lista de todos os tempos da franquia. Em 6 de fevereiro de 2019, ele alcançou um recorde pessoal de 11 assistências na vitória por 116-88 sobre o Phoenix Suns. Em 4 de março, ele igualou seu recorde pessoal com 11 assistências na derrota por 115-112 para o New Orleans Pelicans. Em 27 de março, ele registrou um recorde pessoal de 14 assistências, além de 11 pontos e nove rebotes, na vitória por 115-100 sobre o Los Angeles Lakers. Em 3 de abril, ele igualou seu recorde pessoal com 27 pontos em seis cestas de 3 pontos na vitória por 118-97 sobre os Suns.

#### Temporada de 2019–20
Em 21 de outubro de 2019, Ingles concordou com uma extensão de 1 ano e US$ 14 milhões com o Jazz, que o manteve sob contrato até a temporada de 2021–22.

#### Temporada de 2020-21
Em 8 de janeiro de 2021, Ingles perdeu um jogo devido a uma lesão no tendão de Aquiles, que encerrou sua seqüência de 418 jogos consecutivos. Essa sequência incluiu 384 jogos da temporada regular e 34 jogos do playoffs.
Em 29 de janeiro, Ingles marcou sua 846ª cesta de 3 pontos, ultrapassando John Stockton na lista de maior número de três pontos na história da franquia. Em 17 de abril, ele registrou 20 pontos e 14 assistências, o melhor da carreira, na derrota por 115-127 na prorrogação para o Los Angeles Lakers. Ele terminou como vice-campeão do Prêmio de Sexto Homem do Ano, perdendo para o companheiro de equipe do Jazz, Jordan Clarkson.

#### Temporada de 2021–22
Em 30 de janeiro de 2022, durante uma derrota por 106-126 para o Minnesota Timberwolves, Ingles sofreu uma lesão no joelho e saiu do jogo. No dia seguinte, ele foi diagnosticado com uma ruptura do LCA esquerdo e foi posteriormente descartado pelo resto da temporada.

### Milwaukee Bucks (2022–2023)
Em 9 de fevereiro de 2022, Ingles foi negociado com o Portland Trail Blazers em uma troca que envolveu três equipes. Devido a uma lesão no joelho, ele nunca jogou pelo time.
Em 6 de julho de 2022, Ingles assinou um contrato de 1 ano e US $ 6,5 milhões com o Milwaukee Bucks. Em 19 de dezembro de 2022, ele fez sua estreia nos Bucks em uma vitória por 128–119 sobre o New Orleans Pelicans. Em 30 de dezembro, Ingles registrou um duplo-duplo com 14 pontos e 10 assistências, durante uma vitória por 123–114 sobre o Minnesota Timberwolves.

### Orlando Magic (2023–2024)
Em 7 de julho de 2023, Ingles assinou um contrato de 2 anos e US$22 milhões com o Orlando Magic.

### Minnesota Timberwolves (2024–Presente)
Em 6 de julho de 2024, Ingles assinou um contrato de um ano e US$ 3,3 milhões com o Minnesota Timberwolves.

## Carreira na seleção
Nos Jogos Olímpicos de Verão de 2008, Ingles fez sua estreia olímpica pela Seleção Australiana. Na partida final da Austrália, uma derrota por 116-85 para os Estados Unidos, Ingles jogou todo o último quarto do jogo e registrou 11 pontos, dois rebotes e uma assistência.
Na Copa do Mundo de 2010, Ingles teve médias de 10,3 pontos, 3,0 rebotes e 2,2 assistências em seis jogos. Nos Jogos Olímpicos de Verão de 2012, Ingles voltou a jogar bem e foi o segundo maior artilheiro da equipe, depois de Patty Mills. Em seis jogos, Ingles terminou com médias de 15,0 pontos, 5,0 rebotes e 4,2 assistências. Na Copa do Mundo de 2014, Ingles teve médias de 11,4 pontos, 3,2 rebotes e 3,4 assistências em seis jogos.
Além de fazer parte da equipe que conquistou o bronze nos Jogos Olímpicos de Verão de 2020, ele também marcou a primeira cesta para a Austrália.

## Estatísticas da carreira

### NBA

#### Temporada regular
| Ano      | Equipe    | PJ  | PT  | MPJ  | AP   | 3P   | LL   | RT  | AS  | BR  | TO | PPJ  |
| -------- | --------- | --- | --- | ---- | ---- | ---- | ---- | --- | --- | --- | -- | ---- |
| 2014–15  | Utah      | 79  | 32  | 21.2 | .415 | .356 | .750 | 2.2 | 2.3 | .9  | .1 | 5.0  |
| 2015–16  | Utah      | 81  | 2   | 15.3 | .426 | .386 | .722 | 1.9 | 1.2 | .7  | .0 | 4.2  |
| 2016–17  | Utah      | 82  | 26  | 24.1 | .452 | .441 | .735 | 3.2 | 2.7 | 1.2 | .1 | 7.1  |
| 2017–18  | Utah      | 82  | 81  | 31.4 | .467 | .440 | .795 | 4.2 | 4.8 | 1.1 | .2 | 11.5 |
| 2018–19  | Utah      | 82  | 82  | 31.3 | .448 | .391 | .707 | 4.0 | 5.7 | 1.2 | .2 | 12.1 |
| 2019–20  | Utah      | 72  | 45  | 29.7 | .445 | .399 | .787 | 3.9 | 5.2 | .9  | .2 | 9.8  |
| 2020–21  | Utah      | 67  | 30  | 27.9 | .489 | .451 | .844 | 3.6 | 4.7 | .7  | .2 | 12.1 |
| 2021–22  | Utah      | 45  | 15  | 24.9 | .404 | .347 | .773 | 2.9 | 3.5 | .5  | .1 | 7.2  |
| 2022–23  | Milwaukee | 46  | 0   | 22.7 | .435 | .409 | .857 | 2.8 | 3.3 | .7  | .1 | 6.9  |
| 2023–24  | Orlando   | 68  | 0   | 17.2 | .436 | .435 | .824 | 2.1 | 3.0 | .6  | .1 | 4.4  |
| Carreira | Carreira  | 704 | 313 | 24.5 | .441 | .405 | .779 | 3.0 | 3.6 | .8  | .1 | 8.0  |

#### Playoffs
| Ano      | Equipe    | PJ | PT | MPJ  | AP   | 3P   | LL    | RT  | AS  | BR  | TO | PPJ  |
| -------- | --------- | -- | -- | ---- | ---- | ---- | ----- | --- | --- | --- | -- | ---- |
| 2017     | Utah      | 11 | 11 | 30.3 | .403 | .366 | .667  | 3.7 | 3.3 | 2.0 | .5 | 6.5  |
| 2018     | Utah      | 11 | 11 | 34.7 | .471 | .455 | .647  | 4.4 | 3.4 | .5  | .2 | 14.5 |
| 2019     | Utah      | 5  | 5  | 30.1 | .324 | .276 | —     | 4.8 | 5.0 | 2.2 | .0 | 6.4  |
| 2020     | Utah      | 7  | 7  | 33.4 | .407 | .350 | 1.000 | 3.4 | 4.7 | .6  | .1 | 9.1  |
| 2021     | Utah      | 11 | 6  | 27.8 | .494 | .414 | .769  | 3.1 | 3.5 | .6  | .0 | 10.2 |
| 2023     | Milwaukee | 5  | 0  | 17.8 | .522 | .500 | —     | 1.2 | 2.0 | .6  | .2 | 6.8  |
| 2024     | Orlando   | 7  | 0  | 9.6  | .333 | .286 | .500  | 1.9 | 1.7 | .4  | .0 | 1.6  |
| Carreira | Carreira  | 57 | 40 | 26.2 | .422 | .378 | .716  | 3.2 | 3.3 | .9  | .1 | 7.8  |

### EuroLeague
| Ano      | Equipe    | PJ | PT | MPJ  | AP   | 3P   | LL   | RT  | AS  | BR | TO | PPJ |
| -------- | --------- | -- | -- | ---- | ---- | ---- | ---- | --- | --- | -- | -- | --- |
| 2010–11  | Barcelona | 15 | 4  | 15.7 | .462 | .233 | .727 | 1.1 | 1.1 | .8 | .1 | 5.0 |
| 2011–12  | Barcelona | 21 | 2  | 13.3 | .375 | .231 | .800 | 1.7 | 1.4 | .6 | .0 | 4.3 |
| 2012–13  | Barcelona | 29 | 16 | 20.1 | .442 | .394 | .786 | 2.1 | 1.1 | .4 | .1 | 6.0 |
| 2013–14† | Maccabi   | 30 | 13 | 22.9 | .476 | .417 | .697 | 3.0 | 2.9 | .8 | .1 | 6.4 |
| Carreira | Carreira  | 95 | 35 | 18.0 | .438 | .318 | .752 | 1.9 | 1.6 | .6 | .0 | 5.4 |

## Vida pessoal
Ingles é casado com a jogadora de netball australiana Renae Ingles; o casal tem gêmeos, um menino e uma menina, nascidos no hemisfério norte no verão de 2016. Seu filho Jacob foi diagnosticado com autismo, o que levou Joe a ser um defensor da conscientização sobre o autismo. Ele também possui um passaporte britânico. Ele é um grande torcedor do Hawthorn Football Club na Australian Football League.